# برايان كينيدي (ممثل)
برايان كينيدي (بالإنجليزية: Brian Kennedy )‏ (و. 1966  م) هو ممثل، ومغن مؤلف، وكاتب، وملحن أيرلندي، ولد في بلفاست، شارك في مسابقة الأغنية الأوروبية 2006، يستخدم آلات قيثارة.

## وصلات خارجية
- برايان كينيدي على موقع IMDb (الإنجليزية)
- برايان كينيدي على موقع ميوزك برينز (الإنجليزية)
- برايان كينيدي على موقع أول موفي (الإنجليزية)
- برايان كينيدي على موقع قاعدة بيانات الأفلام السويدية (السويدية)
- برايان كينيدي على موقع ديسكوغز (الإنجليزية)
- برايان كينيدي على موقع قاعدة بيانات الفيلم (الإنجليزية)